# La Pesse
La Pesse est une commune française située dans le département du Jura, dans la région culturelle et historique de Franche-Comté et la région administrative Bourgogne-Franche-Comté.
Elle fait partie de la Communauté de communes Haut-Jura Saint-Claude.

## Géographie
La Pesse se situe dans les Hautes Combes, espace montagneux du sud du Haut-Jura qui constitue la zone d’habitat à la fois la plus élevée (altitude moyenne 1 100 m) et la moins peuplée du massif jurassien.
La Pesse est situé à 20 km à l'est d'Oyonnax et à 20 km de Saint-Claude.
L'habitat est réparti entre le centre du village, le hameau de l'Embossieux, de nouveaux lotissements et des fermes isolées.
Les paysages de combes sont caractéristiques, dominés par quelques crêts et monts et marqués par des dolines dont certaines accueillent des tourbières. Pour autant, plus de la moitié de la commune est couverte par la forêt.

### Climat
Pour des articles plus généraux, voir Climat de la Bourgogne-Franche-Comté et Climat du département du Jura.
En 2010, le climat de la commune est de type climat de montagne, selon une étude du Centre national de la recherche scientifique s'appuyant sur une série de données couvrant la période 1971-2000. En 2020, Météo-France publie une typologie des climats de la France métropolitaine dans laquelle la commune est exposée à un climat de montagne ou de marges de montagne et est dans la région climatique  Jura, caractérisée par une forte pluviométrie en toutes saisons (1 000 à 1 500 mm/an), des hivers rigoureux et un ensoleillement médiocre. 
Pour la période 1971-2000, la température annuelle moyenne est de 5,8 °C, avec une amplitude thermique annuelle de 15,4 °C. Le cumul annuel moyen de précipitations est de 2 021 mm, avec 12,2 jours de précipitations en janvier et 10,3 jours en juillet. Pour la période 1991-2020, la température moyenne annuelle observée sur la station météorologique installée sur la commune est de 6,9 °C et le cumul annuel moyen de précipitations est de 1 659,9 mm. 
La température maximale relevée sur cette station est de 33,5 °C, atteinte le 24 juillet 2019 ; la température minimale est de −23,4 °C, atteinte le 5 février 2012,,. 
| Mois                                  | jan.           | fév.           | mars           | avril          | mai           | juin          | jui.          | août          | sep.          | oct.           | nov.             | déc.           | année      |
| ------------------------------------- | -------------- | -------------- | -------------- | -------------- | ------------- | ------------- | ------------- | ------------- | ------------- | -------------- | ---------------- | -------------- | ---------- |
| Température minimale moyenne (°C)     | −4,2           | −4,7           | −1,7           | 1,3            | 5,1           | 8,5           | 10,1          | 10,1          | 6,8           | 4,1            | −0,6             | −3,4           | 2,6        |
| Température moyenne (°C)              | −0,6           | −0,8           | 2,5            | 6              | 9,7           | 13,4          | 15,1          | 15            | 11,5          | 8,2            | 3,1              | 0,1            | 6,9        |
| Température maximale moyenne (°C)     | 3              | 3,2            | 6,8            | 10,6           | 14,3          | 18,3          | 20            | 19,9          | 16,1          | 12,3           | 6,7              | 3,7            | 11,2       |
| Record de froid (°C) date du record   | −18,3 12.01.03 | −23,4 05.02.12 | −20,4 01.03.05 | −10,5 04.04.22 | −4 06.05.19   | −2,2 04.06.01 | 1,9 17.07.00  | 1 29.08.1998  | −1,6 25.09.02 | −12,1 25.10.03 | −15,2 22.11.1998 | −20,6 20.12.09 | −23,4 2012 |
| Record de chaleur (°C) date du record | 17,3 01.01.22  | 18,8 15.02.19  | 21 17.03.04    | 22,6 21.04.18  | 27,2 25.05.09 | 32,8 27.06.19 | 33,5 24.07.19 | 32,8 12.08.03 | 28,5 04.09.23 | 26,3 08.10.23  | 19,7 08.11.15    | 15,3 23.12.14  | 33,5 2019  |
| Précipitations (mm)                   | 118,8          | 104,1          | 116,1          | 130,5          | 166           | 144,6         | 151,3         | 145,4         | 121,4         | 157,5          | 158,2            | 146            | 1 659,9    |

| Diagramme climatique                                  |              |              |              |            |              |             |               |              |              |              |            |
| J                                                     | F            | M            | A            | M          | J            | J           | A             | S            | O            | N            | D          |
| 3−4,2118,8                                            | 3,2−4,7104,1 | 6,8−1,7116,1 | 10,61,3130,5 | 14,35,1166 | 18,38,5144,6 | 2010,1151,3 | 19,910,1145,4 | 16,16,8121,4 | 12,34,1157,5 | 6,7−0,6158,2 | 3,7−3,4146 |
| Moyennes : • Temp. maxi et mini °C • Précipitation mm |              |              |              |            |              |             |               |              |              |              |            |

Les paramètres climatiques de la commune ont été estimés pour le milieu du siècle (2041-2070) selon différents scénarios d'émission de gaz à effet de serre à partir des nouvelles projections climatiques de référence DRIAS-2020. Ils sont consultables sur un site dédié publié par Météo-France en novembre 2022.

### Toponymie
Du franco-provençal pesse, "épicéa", du latin picea, "faux sapin". On retrouve ce nom régional en Savoie avec La Peisse, hameau de La Ravoire.

## Urbanisme

### Typologie
Au 1er janvier 2024, La Pesse est catégorisée commune rurale à habitat dispersé, selon la nouvelle grille communale de densité à sept niveaux définie par l'Insee en 2022.
Elle est située hors unité urbaine et hors attraction des villes,.

### Occupation des sols
L'occupation des sols de la commune, telle qu'elle ressort de la base de données européenne d’occupation biophysique des sols Corine Land Cover (CLC), est marquée par l'importance des forêts et milieux semi-naturels (76,2 % en 2018), en diminution par rapport à 1990 (87,4 %). La répartition détaillée en 2018 est la suivante : 
forêts (46,9 %), milieux à végétation arbustive et/ou herbacée (29,3 %), prairies (19,9 %), zones agricoles hétérogènes (2,6 %), zones urbanisées (1,3 %). L'évolution de l’occupation des sols de la commune et de ses infrastructures peut être observée sur les différentes représentations cartographiques du territoire : la carte de Cassini (XVIIIe siècle), la carte d'état-major (1820-1866) et les cartes ou photos aériennes de l'IGN pour la période actuelle (1950 à aujourd'hui).

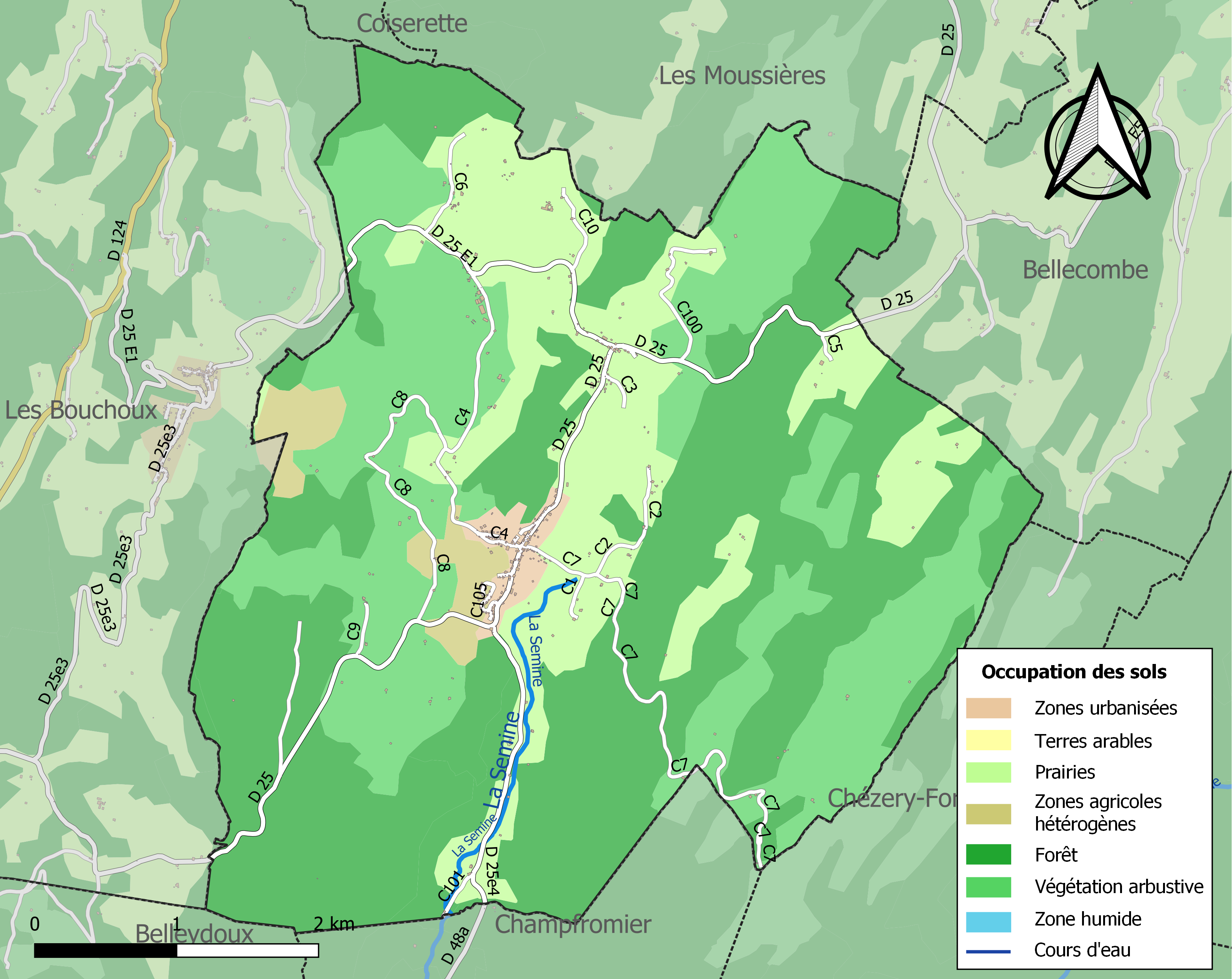
Carte des infrastructures et de l'occupation des sols de la commune en 2018 (CLC).

## Histoire
Aux confins de la Franche-Comté et du Bugey (France), le territoire de La Pesse a été au XVIIe siècle le lieu de plusieurs tentatives de délimitation et de bornage, comme en témoigne l'histoire de la Borne au Lion.
Historiquement rattaché au diocèse de Saint-Claude, le village de la Pesse appartenait à la commune des Bouchoux jusqu'au 8 février 1832, date à laquelle il devint la commune de Haute-Molune.
Au milieu du XIXe siècle, la commune compte près de 1 000 habitants répartis dans 199 maisons:

« Les maisons sont  généralement  isolées,  disséminées  par  groupes  sur  toute  la  surface  du  territoire,  à  travers  de  gras pâturages.  Les  maisons  sont  élevées  d'un  étage  au-dessus  du  rez-de-chaussée,  bien  bâties  en  pierre  et couvertes en tavaillons.
[...]
Le sol, montagneux, ne produit que trois fois la semence. On récolte de l'orge, de l'avoine, des pommes de terre et du foin. On importe le tiers des céréales et le vin. [...] On élève dans la commune des bêtes à cornes, quelques chèvres et des volailles. 10 ruches d'abeilles. L'agriculture y fait des progrès.
On trouve sur le territoire, des tourbières exploitées, des carrières de pierre ordinaire à bâtir et de taille, peu exploitées. Trente hommes environ émigrent chaque année, pendant trois mois de l'automne, pour aller peigner le chanvre dans le département du Doubs et dans la Lorraine. [...] 20 autres sont ouvriers sur bois et fabriquent des tabatières pour le compte des négociants de Saint-Claude. Chaque propriétaire fabrique du fromage, façon Septmoncel, dans sa maison.
Il y a trois moulins à farines à une meule, avec scierie mécanique à une lame et une scierie particulière à une lame. Les autres patentables sont: un médecin, trois forgerons, deux marchands de tissus, trois marchands en gros de fromages, un marchand de fer, six auberges, deux voituriers, un boulanger et un boucher.
Les habitants fréquentent habituellement les marchés de Saint-Claude et rarement ceux de Genève. »

— Alphonse Rousset, Dictionnaire géographique, historique et statistique des communes de la Franche-Comté et des hameaux qui en dépendent, classés par département
En 1907, la commune de Haute-Molune prit le nom de La Pesse.
En juillet 1944, l'état-major du Maquis de l'Ain et du Haut-Jura, dirigé par colonel Romans-Petit, regroupe 3 000 hommes sur le site de la Borne au Lion, situé à 2,4 km du village au pied du Crêt au Merle et du Crêt de Chalam. Un hôpital de campagne y est installé, avec le chirurgien anglais Geoffrey Parker dit Parsifal.

### Héraldique
|  | Les armes de la commune se blasonnent ainsi : De gueules au sapin de sinople enneigé d'argent, au chef cousu d'azur semé de billettes d'or, chargé d'un lion issant couronné du même, armé et lampassé du champ. |

## Politique et administration
| Période         | Période                 | Identité                            | Étiquette | Qualité            |
| --------------- | ----------------------- | ----------------------------------- | --------- | ------------------ |
| septembre 1832  | octobre 1870            | François, Joseph, Emmanuel Rolandez |           |                    |
| mai 1871        | mai 1884                | Joseph Julien Rolandez              |           |                    |
| mai 1884        | avril 1892              | César Grospiron                     |           |                    |
| avril 1892      | mai 1904                | Calixte Vuaillat                    |           |                    |
| mai 1904        | décembre 1919           | Lucien Mermet-Grandfille            |           |                    |
| décembre 1919   | décembre 1928           | Élie Vuaillat                       |           |                    |
| décembre 1928   | mai 1929                | Henri Mermet                        |           |                    |
| mai 1929        | 1939                    | Charles Mermet-Grandfille           |           |                    |
| 1939            | 1940                    | Henri Mermet                        |           |                    |
| mai 1945        | janvier 1949            | Charles Mermet-Grandfille           |           |                    |
| janvier 1949    | mars 1977               | Luc Grenard                         |           |                    |
| mars 1977       | mars 1989               | Gérard Perrin-Bonnet                |           |                    |
| mars 1989       | mars 2001               | Guy Verguet                         |           |                    |
| mars 2001       | mars 2008               | Jean-Yves Comby                     |           |                    |
| mars 2008       | mars 2014               | Christian David                     | DVD       | Conseiller général |
| mars 2014       | 11 janvier 2017 (Décès) | Francis Moricheau                   |           |                    |
| 27 février 2017 | En cours                | Claude Mercier                      |           | Directeur d'école  |

## Population et société

### Démographie
L'évolution du nombre d'habitants est connue à travers les recensements de la population effectués dans la commune depuis 1836. Pour les communes de moins de 10 000 habitants, une enquête de recensement portant sur toute la population est réalisée tous les cinq ans, les populations de référence des années intermédiaires étant quant à elles estimées par interpolation ou extrapolation. Pour la commune, le premier recensement exhaustif entrant dans le cadre du nouveau dispositif a été réalisé en 2007.

En 2022, la commune comptait 332 habitants, en évolution de −4,87 % par rapport à 2016 (Jura : −0,81 %, France hors Mayotte : +2,11 %).
| 1836 | 1841 | 1846 | 1851 | 1856 | 1861 | 1866 | 1872 | 1876 |
| ---- | ---- | ---- | ---- | ---- | ---- | ---- | ---- | ---- |
| 966  | 904  | 990  | 897  | 900  | 907  | 871  | 871  | 859  |

| 1881 | 1886 | 1891 | 1896 | 1901 | 1906 | 1911 | 1921 | 1926 |
| ---- | ---- | ---- | ---- | ---- | ---- | ---- | ---- | ---- |
| 813  | 840  | 796  | 763  | 520  | 531  | 663  | 589  | 537  |

| 1931 | 1936 | 1946 | 1954 | 1962 | 1968 | 1975 | 1982 | 1990 |
| ---- | ---- | ---- | ---- | ---- | ---- | ---- | ---- | ---- |
| 514  | 466  | 419  | 384  | 324  | 275  | 210  | 232  | 245  |

| 1999 | 2006 | 2007 | 2012 | 2017 | 2022 | - | - | - |
| ---- | ---- | ---- | ---- | ---- | ---- | - | - | - |
| 263  | 326  | 334  | 343  | 343  | 332  | - | - | - |

### Enseignement
La Pesse accueille une école maternelle et primaire, dans le cadre d'un regroupement pédagogique intercommunal avec Les Bouchoux.

### Santé
Des services de santé sont regroupés au sein d'un « Relais santé » depuis octobre 2015.
Le Centre d'Incendie et de Secours des Couloirs est situé Au Crêt, entre La Pesse et les Bouchoux.

### Vie associative
La vie associative se structure autour de l'Union Sportive de la Pesse, qui organise des activités à destination des enfants du territoire et des manifestations parmi lesquelles des courses ou événements sportifs (la Bi-sexstyle ou le Cross du Chalam) mais aussi le Festival Azimut, consacré aux musiques du monde et au blues et organisé depuis 1990. D'autres associations contribuent à l'activité culturelle et sociale du village, par exemple lors de la fête de La Pesse.

## Économie
La Pesse, comme les autres villages des Hautes Combes, s'est développé par l'agriculture, le pastoralisme et l'exploitation du bois. Le tourisme constitue désormais une part importante de l'activité économique.
La commune compte en 2016 plusieurs gîtes, hôtels, restaurants et bars, une boulangerie, une supérette, une boucherie-charcuterie et un commerce de produits régionaux, un magasin de sport (location et services) ainsi que quelques ateliers de production artisanale, plusieurs exploitations agricoles ou encore une société de travaux publics et un constructeur de chalet en bois rond.

### Tourisme
Intégrée au parc naturel régional du Haut-Jura et relevant de l'Office de tourisme Haut-Jura Saint-Claude, La Pesse comprend un domaine de ski de fond situé sur le trajet de la Grande Traversée du Jura. Elle possède également un fil neige ainsi qu'un téléski qui a été rénové en 2009 et qui dessert deux pistes de ski alpin ainsi qu'un half-pipe. Elle propose également des activités hivernales de chiens de traîneau, de nombreux chemins de randonnées en raquette ainsi que diverses activités de sport de montagne.
L'été, les possibilités de randonnées sont nombreuses de nombreux sentiers autour du village offrant des balades à la journée ou à la demi-journée (Crêt de Chalam, la Croix des Couloirs, etc.). Il est également possible de faire des balades à cheval ou avec des ânes,, ou encore d'emprunter les itinéraires balisés en VTT.
Un élevage de lamas attire également la curiosité des visiteurs.

## Culture locale et patrimoine

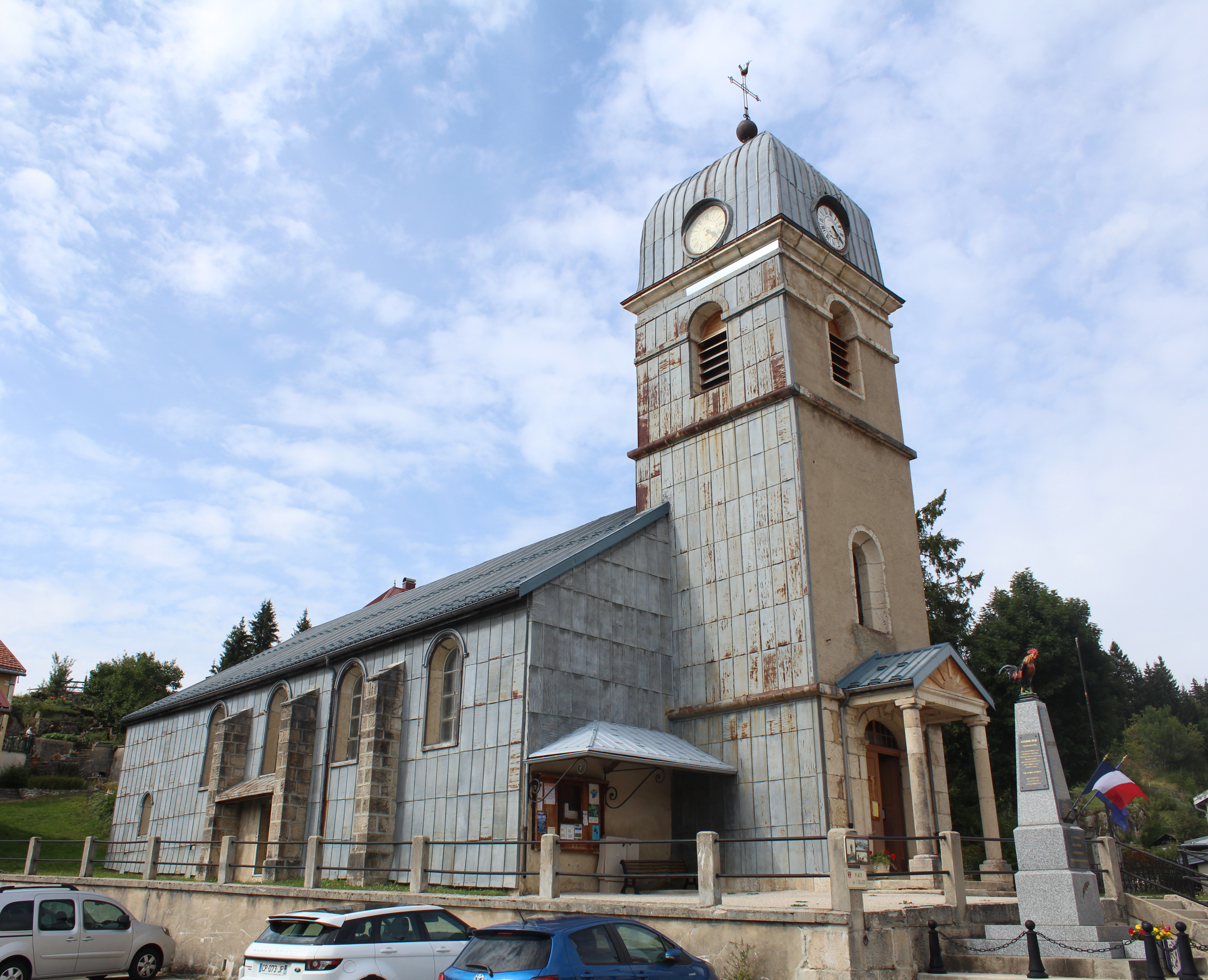
Église.

### Lieux et monuments
- La Borne au Lion
- La Croix des Couloirs
- Le Lac de l'Embouteilleux
- L'église paroissiale de l'Assomption[36]
- Ancienne Fromagerie-École (chalet-modèle de 1914)[37], abritant aujourd'hui le Musée de la Vie et des Métiers d'Autrefois[38]

### Personnalités liées à la commune
- Eugène-Emmanuel Mermet-Cachon (1828-1889), prêtre missionnaire et spécialiste du Japon y est né au lieu-dit Le Cernetrou.
- Colonel Romans-Petit (1897-1980), chef des maquis de l'Ain et du Haut-Jura
- Geoffrey Parker (dit Parsifal) (1902-1975), chirurgien anglais du maquis qui fut sous les ordres du Colonel Romans-Petit.